# Elin Luque Agraz
Elin Silvia Luque Agraz (Ciudad de México, 3 de junio de 1953 - 27 de marzo de 2018) fue una curadora, profesora, historiadora del arte, socia fundadora del Centro de Estudios Casa Lamm, y directora de Artes Visuales en el mismo recinto. A lo largo de su carrera, se dedicó a la difusión de la cultura y el arte mexicano dentro y fuera de México, participando en diversas curadurías (comisariados), exposiciones, y publicaciones. Fue autora de cinco libros y varios artículos académicos relacionados con la investigación y preservación de objetos votivos. Durante más de 20 años se dedicó a la investigación, rescate, restauración y gestión del patrimonio nacional a través de los exvotos pictóricos de México, por lo que se convirtió en una referencia destacada en esta área. Participó en coloquios nacionales e internacionales generando proyectos de inventario, catalogación, restauración, publicaciones y exposiciones tanto en México como el extranjero.

## Educación
•	Aprobada Apta Cum laude del Doctorado en Historia del Arte. Universidad Nacional de Educación a Distancia (UNED), Madrid, España, con la tesis Análisis de la evolución de los exvotos pictóricos como documentos visuales para describir "la otra historia" de México, 2012 Madrid, España. Con dicha tesis le fue concedido el Premio Extraordinario de Doctorado emisión 2013, y fue publicada por la UNED.
•	Universidad Iberoamericana, (UIA), campus Santa Fe, México, D.F. Maestría en Estudios de Arte en 2001. Durante el Examen Profesional fue aprobada con Mención Honorífica, con la tesis Algunas Consideraciones Sobre los Exvotos Pictóricos de Tema Guadalupano siglos XIX y XX de la Colección del Museo de la Basílica de Guadalupe. Publicada por la Universidad Iberoamericana, Campus Santa Fe, México, 2003.
•	Instituto de Cultura Superior, A.C., México, D.F., Licenciatura en Historia del Arte, 1993. Aprobó el Examen Profesional con Mención Honorífica con la tesis La Colección de Pintura Guadalupana del Museo de la Basílica de Guadalupe.

## Experiencia como docente
•	Coordinadora del Proyecto de Trabajo de Campo “Catalogación de Bienes Artísticos”, Licenciatura en Historia del Arte Casa Lamm de 2002 a la fecha.
•	Miembro del claustro de profesores de Extensión Universitaria de la Universidad Autónoma de Querétaro, Facultad de Filosofía y Letras. 2000 a la fecha.
•	Centro de Cultura Casa Lamm. México, D.F., Licenciatura Historia del Arte, profesora de la asignatura “Origen de los Museos y Colecciones”, 1998 a la fecha.
•	Escuela Nacional de Conservación, Restauración y Museografía (ENCRYM)  “Jorge del Castillo Negrete, México, D.F. Maestría en Museología. Profesora titular de la asignatura: “Origen y Evolución de los Museos”, 1996-2003.
•	Universidad de Louisville, Kentucky, Departamento de Lenguas Modernas  y Clásicas, LOS EXVOTOS PINTADOS, PATRIMONIO ARTÍSTICO DE MÉXICO. Conferencia Magistral, cursos y talleres, octubre de 2013. Profesora invitada.

## Publicaciones destacadas
LIBROS COMPLETOS
•	Luque Agraz, Elin, "El arte de dar gracias: Los exvotos pictóricos de María del Rosario de Talpa. México, D.F., Editorial Lamm, 2014. (Prólogo del Pbro.
Dr. Manuel Olimón Nolasco, miembro de la Academia Mexicana de Historia).
•	--, “Exvotos pictóricos: documentos visuales para “la otra historia” de México”, Publicia, España, 2014.
•	-- “Les récits peints, l’autre histoire Exvoto Mexicains”, Instituto Cultural de México, SRE- CONACULTA, SEP, Embajada de México en Francia, 2012.
•	--, “Los Relatos Pintados. la Otra Historia. Exvotos Mexicanos”, CONACULTA-SRE-INAH, El Castor, 2010.
•	--,“El Arte de dar Gracias: los exvotos pictóricos de la Virgen de La Soledad de Oaxaca”, Gobierno del Estado de Oaxaca, Oaxaca, Casa Lamm, El Castor, 2007.
•	-- y Beltrán, Michele, "El Arte de dar Gracias: Selección de Exvotos Pictóricos del Museo de la Basílica de Guadalupe México, D.F., Universidad Iberoamericana, diciembre de 2003. (Prólogo Dra. Elisa Vargaslugo Rangel, catedrática de la Universidad Nacional Autónoma de México (UNAM) e Investigadora Nacional Emérita del Sistema Nacional de Investigadores de México).
CAPÍTULOS EN LIBROS
•	--, “La popularización de la arquitectura en México vista a través de una selección de exvotos pictóricos. El estilo colonial como ejemplo.”, en Revista Sans Soleil, Col. 5 No. 2, 2013, p. 115-137
•	--, “El artista popular en su oficio de retablero”, catálogo de exposición, Museo Etnográfico de Sevilla y León, España, 2008.
•	--, “Los Relatos Pintados la Otra Historia. Exvotos Mexicanos”, en Espacio, Tiempo y Forma, Serie VII, Ha. del Arte, t. 20-21, 2007-2008, págs. 181-202, Revista de la Facultad de Geografía e Historia, Madrid, España.
•	--, “Los exvotos pintados: algunos testimonios milagrosos del siglo XVIII y primera mitad del XIX”, en Pecados y milagros, Museo Nacional de Arte. México, D.F., INBA, 2012.
•	--,“Ellas querían construir un idioma propio: Selección de exvotos pictóricos de México con imagen de mujer como protagonista de la obra”, Espacio, Tiempo y Forma, Serie VII, Ha. del Arte, t. 17, 2004, págs. 215-237. Revista de la Facultad de Geografía e Historia, Madrid, España.
•	Luque Agraz, Elin y Beltrán, Michele, “El Arte de dar Gracias: Selección de Exvotos Pictóricos del Museo de la Basílica de Guadalupe” México, D.F., Universidad Iberoamericana, diciembre de 2003.
•	--,“Where Past and Present Meet: The Exvotos of Mexican Inmigrants” en The Road to Aztlan, Art From a Mythic Homeland, The University of New Mexico Press, 2001.
•	--,“Mexican exvotos in art and faith in Mexico” University of New Mexico Press, Las Cruces, New Mexico, 2000.
•	--,“Imágenes poderosas: Exvotos mexicanos en retablos y exvotos” Artes de México, México, D.F; 2000 pág. 32.
•	--, Catálogo Museo Franz Mayer “Exvotos y Retablos” México, D.F., 2000
•	--, “Un regalo del arte: los exvotos mexicanos”. Catálogo de exposición Dones y Promesas: 500 años de Arte Ofrenda (exvotos mexicanos). Fundación Cultural Televisa, A.C., México, D.F., 1996.
•	--,“El Museo de la Basílica de Guadalupe”. México en el tiempo núm. 3, 1995.

## Reconocimientos
•	Premio extraordinario de Doctorado para el Curso 2012/2013 de la Facultad de Geografía e Historia de la Universidad Nacional de Educación a Distancia (UNED), Madrid, España
•	Medalla a la “Excelencia Académica” por su labor a favor del patrimonio. “XX Aniversario Casa Lamm, Celebración Académica”, Centro de Cultura Casa Lamm, México, D.F., martes 12 de noviembre de 2013.
•	Reconocimiento en agradecimiento por haber dirigido la elaboración del catálogo e inventario de los bienes artísticos del templo de San Antonio  en la ciudad de Santiago de Querétaro, Qro., 1° febrero de 2012.
•	Socia honoraria del consejo académico general de socios de la Asociación Civil “Preserva Patrimonio”. Santiago de Querétaro, 2008
•	Medalla como miembro del Consejo Académico del Departamento de Historia del Arte de la Universidad Iberoamericana (UIA) campus Santa Fe de 2004 al 2007.
•	Medalla por destacada participación como conferencista en el tema de exvotos pictóricos en el 1.er Festival del Desierto del Altiplano Potosino Emisión 1999.
•	Fideicomiso para la cultura México-EUA/US Mexico fund for culture. Comunicado de selección para recibir apoyo financiero para el proyecto “Centro Bicultural de Documentación Digital Archivo Fotográfico: Manuel Álvarez Bravo”. 19 de agosto de 1999.